# Conus namocanus
Conus namocanus е вид охлюв от семейство Conidae. Видът не е застрашен от изчезване.

## Разпространение и местообитание
Разпространен е в Джибути, Египет, Еритрея, Йемен, Кения, Мавриций, Мадагаскар, Мозамбик, Оман, Саудитска Арабия, Сомалия, Судан, Танзания и Южна Африка (Квазулу-Натал).
Обитава пясъчните дъна на океани, морета и заливи. Среща се на дълбочина около 27 m.